# ساندرا دورسي
ساندرا دورسي (بالإنجليزية: Sandra Dorsey)‏ هي صحفية ومخرجة وممثلة أمريكية، ولدت في 28 سبتمبر 1939 في أتلانتا في الولايات المتحدة.

## وصلات خارجية
- ساندرا دورسي على موقع IMDb (الإنجليزية)
- ساندرا دورسي على موقع IMDb (الإنجليزية)
- ساندرا دورسي على موقع قاعدة بيانات برودواي على الإنترنت (الإنجليزية)
- ساندرا دورسي على موقع قاعدة بيانات برودواي على الإنترنت (الإنجليزية)
- ساندرا دورسي على موقع قاعدة بيانات الفيلم (الإنجليزية)